# سيو تشونغ مينغ
سيو تشونغ مينغ (بالصينية: 蕭俊銘) (27 ديسمبر 1995 بهونغ كونغ في الصين - ) هو مدرب كرة قدم ولاعب كرة قدم صيني في مركز جناح ‏.

## وصلات خارجية
- سيو تشونغ مينغ على موقع قاعدة بيانات كرة القدم.إي يو (الإنجليزية)
- سيو تشونغ مينغ على موقع Soccerway.com (الإنجليزية)